# Thành Mỹ
Thành Mỹ là một xã thuộc huyện Thạch Thành, tỉnh Thanh Hóa, Việt Nam. Đây là xã thuộc Vườn quốc gia Cúc Phương, vườn quốc gia đầu tiên ở Việt Nam.
Xã Thành Mỹ có diện tích 22,6 km², dân số năm 1999 là 4519 người, mật độ dân số đạt 200 người/km².